# Metastelma decaisneanum
Metastelma decaisneanum là một loài thực vật có hoa trong họ La bố ma. Loài này được (Miq.) Benth. mô tả khoa học đầu tiên năm 1876.